# Wasilij Malinin
Wasilij Borisowicz Malinin, ros. Василий Борисович Малинин (ur. 26 kwietnia 1956 w Pietrozawodsku, zm. 22 listopada 2020) – rosyjski szachista, arcymistrz od 2003 roku.

## Kariera szachowa
Ranking międzynarodowy zdobył wyjątkowo późno, na liście rankingowej Międzynarodowej Federacji Szachowej debiutując w 1998 r., w wieku 42 lat. Szybko podnosił swój poziom gry, w 2001 r. zdobywając tytuł mistrza międzynarodowego. W 2002 r. wypełnił dwie arcymistrzowskie normy, podczas turniejów w Sudaku (I m.) i Nowej Ładodze (dz. II m. za Walerijem Popowem, wspólnie z Maksimem Nowikiem). Dzięki tym rezultatom przekroczył wymagany poziom 2500 punktów rankingowych i w 2003 r. otrzymał tytuł arcymistrza. W tym samym roku podzielił I m. (wspólnie z Andriejem Sumcem) w Sudaku i na liście rankingowej w dniu 1 stycznia 2004 r. osiągnął swój najwyższy w karierze wynik, 2521 punktów (zajmował wówczas 86. miejsce wśród rosyjskich szachistów). W kolejnych latach uzyskiwał zaskakująco słabe wyniki, w każdym turnieju tracąc wiele punktów rankingowych i sukcesywnie obniżając swoją punktację, aż do poziomu 2280 punktów w 2008 roku.
Tak rzadko spotykany raptowny wzrost punktacji rankingowej (i zdobycie w krótkim czasie tytułu arcymistrza), a następnie jeszcze szybszy jej spadek do poziomu przypisywanego nie arcymistrzom, lecz co najwyżej kandydatom na mistrzów krajowych, stał się przyczynkiem do powstania zarzutów, iż został uzyskany w nieuczciwy sposób, m.in. na cenionym w środowisku szachistów rosyjskim portalu szachowym e3e5. W odpowiedzi na te zarzuty, Wasilij Malinin opublikował list otwarty, w którym bronił swojej osoby, przyznał jednak również, iż ogólnie znanym jest fakt, że niektóre turniej organizowane są wyłącznie w celu zdobywania norm na tytuły arcymistrzów oraz mistrzów międzynarodowych. W takich turniejach zawodnicy walczący o te normy uiszczają odpowiednie opłaty na rzecz organizatora, przekazywane na rzecz arcymistrzów, którzy w zamian traktują turnieje „towarzysko”.